# Symeon Łukacz
Symeon (Szymon) Łukacz (ukr. Симеон Лукач, ur. 7 lipca 1893 we wsi Starunia koło Stanisławowa, zm. 22 sierpnia 1964 tamże) – duchowny greckokatolicki, biskup, męczennik chrześcijański  i błogosławiony Kościoła katolickiego.
W 1913 roku wstąpił do seminarium duchownego, naukę przerwał na dwa lata na okres I wojny światowej. Seminarium ukończył w 1919 i otrzymał święcenia kapłańskie z rąk bpa Grzegorza Chomyszyna. W latach 1920–1945 był wykładowcą seminarium duchownego w Stanisławowie.
W 1945 został potajemnie wyświęcony (otrzymał chirotonię) na biskupa przez Chomyszyna.
Aresztowany przez NKWD 26 października 1949 roku. Został skazany na 10 lat przymusowych robót i zesłany do syberyjskiego łagru w Krasnojarsku, skąd zwolniono go 11 lutego 1955. Po zwolnieniu organizował podziemne duszpasterstwo.
Ponownie aresztowany w 1962 roku (sądzony razem z Iwanem Słeziukiem), zachorował na gruźlicę, która przyczyniła się do jego śmierci w więzieniu o podwyższonym rygorze.
Symeon Łukacz został beatyfikowany przez papieża Jana Pawła II 27 czerwca 2001 na hipodromie we Lwowie podczas Liturgii, połączonej z beatyfikacjami 27 nowomęczenników greckokatolickich, odprawionej w obrządku bizantyjsko-ukraińskim, podczas pielgrzymki Jana Pawła II na Ukrainę.